# Chval z Lipé
Chval z Lipé nebo též Chval ze Žitavy byl český šlechtic z rodu Ronovců a zakladatel rodu pánů z Lipé.

## Život

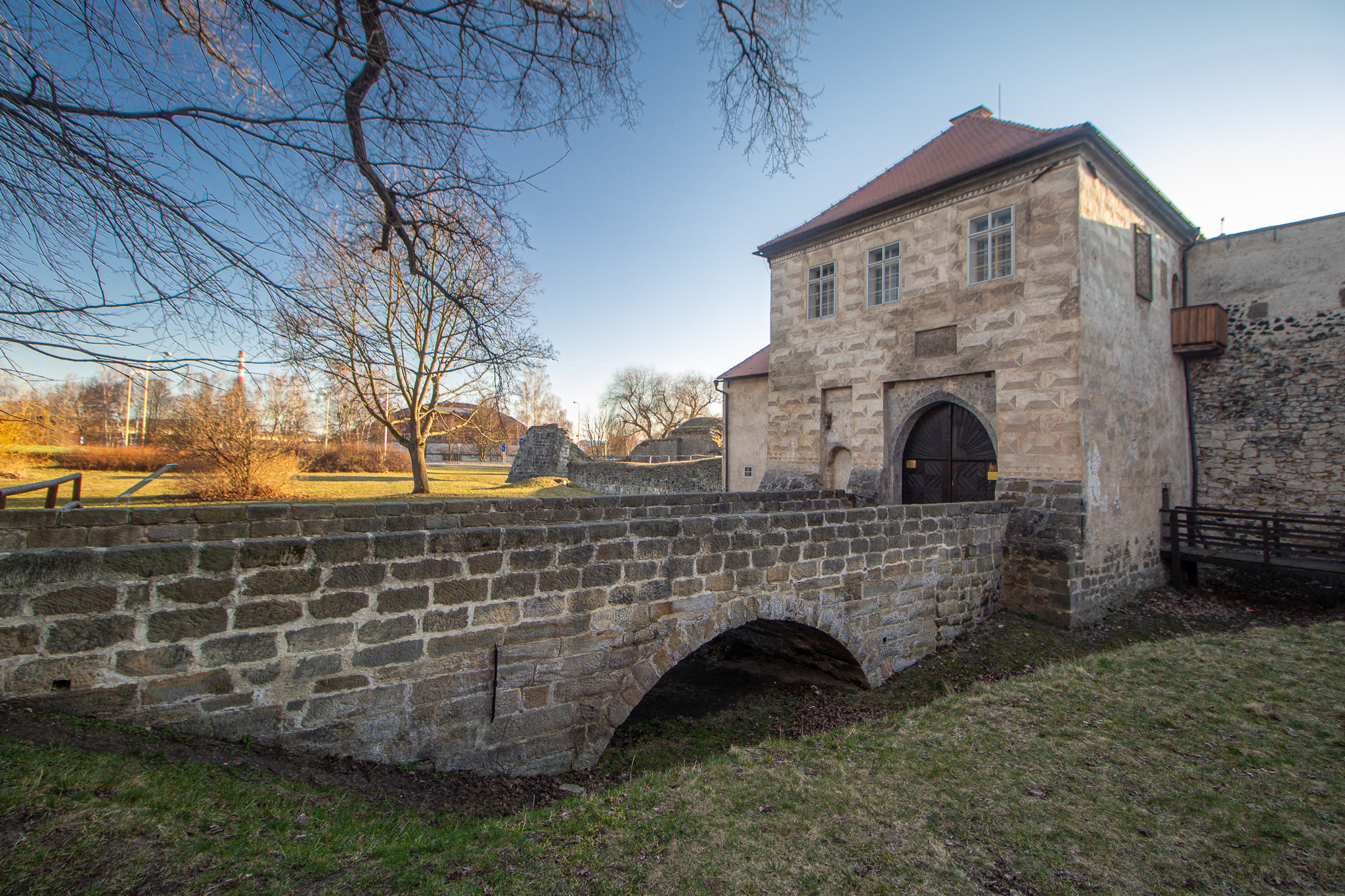
Vodní hrad Lipý v České Lípě

Byl vnukem prvního známého předka Ronovců Smila Světlického jakožto nejmladší syn Častolova ze Žitavy. 
V historických pramenech se vyskytuje sporadicky v letech 1253–1262, pravděpodobně držel společně s bratry Žitavu, Ojvín a Ronov (Rohnau). Chval nebo jeho syn založili hrad Lipý, kolem něhož později vzniklo město Česká Lípa. Chvalův syn Čeněk byl prvním, který jako první použil v roce 1277 přídomek z Lipé.
Chval bývá považován za otce Jindřicha z Lipé. Novější badatelé však soudí, že jeho syn Čeněk z Lipé není totožný s Jindřichovým bratrem Čeňkem z Ojvína a že právě on byl otcem obou bratrů (tedy že jde o Chvalovy vnuky).